# Tetracis cachexiata
Tên tiếng Anh White Slant-line hay White Slaut (Tetracis cachexiata) là một loài bướm đêm thuộc họ Geometridae. Nó được tìm thấy ở từ Nova Scotia đến miền trung British Columbia, phía nam đến phía bắc Florida và phía tây đến Montana và bắc Colorado.
Chiều dài cánh trước là 19–26 mm. Con lớn bay từ tháng 5 đến đầu tháng 7.
Ấu trùng ăn nhiều loài cây khác nhau gồm Alnus, Betula, Prunus, Salix, Tilia, Ulmus, Viburnum, 
Abies, Larix, Pinus, và Tsuga.

## Hình ảnh

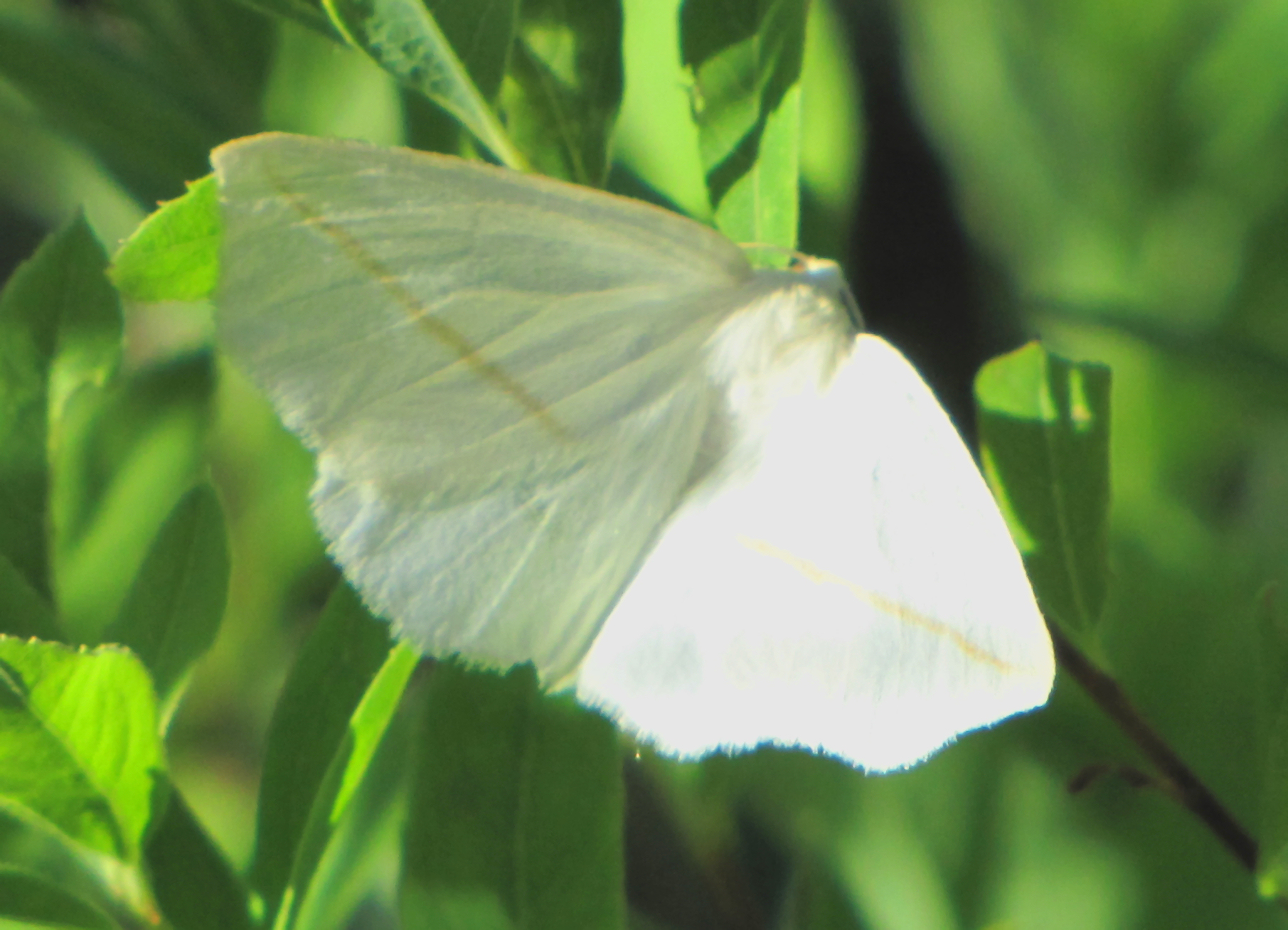

- Tập tin:Tập